# Synagoge (Šamorín)

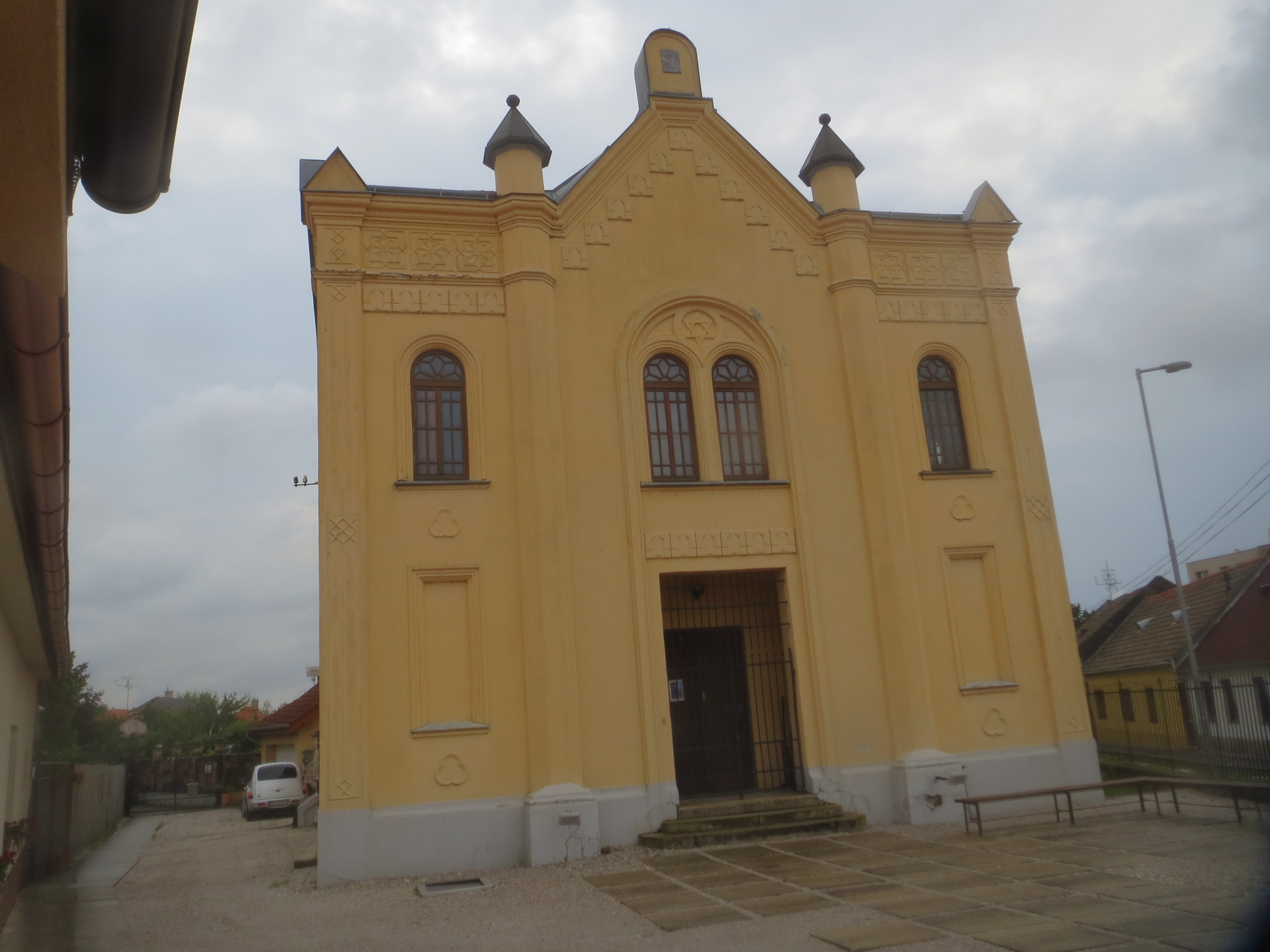
Synagoge in Šamorín – Front

Die Synagoge in Šamorín, einer slowakischen Kleinstadt im Bezirk Dunajská Streda wurde 1912 errichtet. Die profanierte Synagoge beherbergt heute Ausstellungen moderner Kunst.

## Geschichte
Die Synagoge steht im Zentrum von Gebäuden der jüdischen Gemeinde wie der jüdischen Schule, dem jüdischen Badehaus und dem koscheren Schlachthaus. Auch der jüdische Friedhof liegt in der Nähe.
Im Zweiten Weltkrieg nutzte die deutsche Wehrmacht das Gebäude zunächst als Lagerhaus für Munition. Bei ihrem Rückzug 1945 wollte sie es abreißen, sah dann aber davon ab. Später wurde es viele Jahre vernachlässigt, bis es 1990 durch private Initiative renoviert und dadurch vor dem endgültigen Verfall bewahrt wurde. Heute dient es als Zentrum für moderne Kunst und kulturellen Dialog.

## Architektur
Das Gebäude enthält eine Mischung aus Elementen des Jugendstils und maurischen Stils. Im Westen befinden sich (integriert in das Gesamtgebäude) die Vorhalle und darüber die Empore für die Gebetsräume der Frauen. Ebenfalls ist hier die Treppe zu der Empore. Der Hauptsaal (der Gebetsraum der Männer) ist auch von außen an jeweils drei hohen Rundbogenfenstern an den Seiten zu erkennen, die durch Pilaster voneinander getrennt sind.
Die Frontseite mit dem Eingang ist vertikal in drei Felder unterteilt, wobei das mittlere einen Giebel hat, der mit den Gesetzestafeln abgeschlossen wird.
Im Inneren sind der Toraschrein und Deckenornamente noch erhalten.